# Panturcism

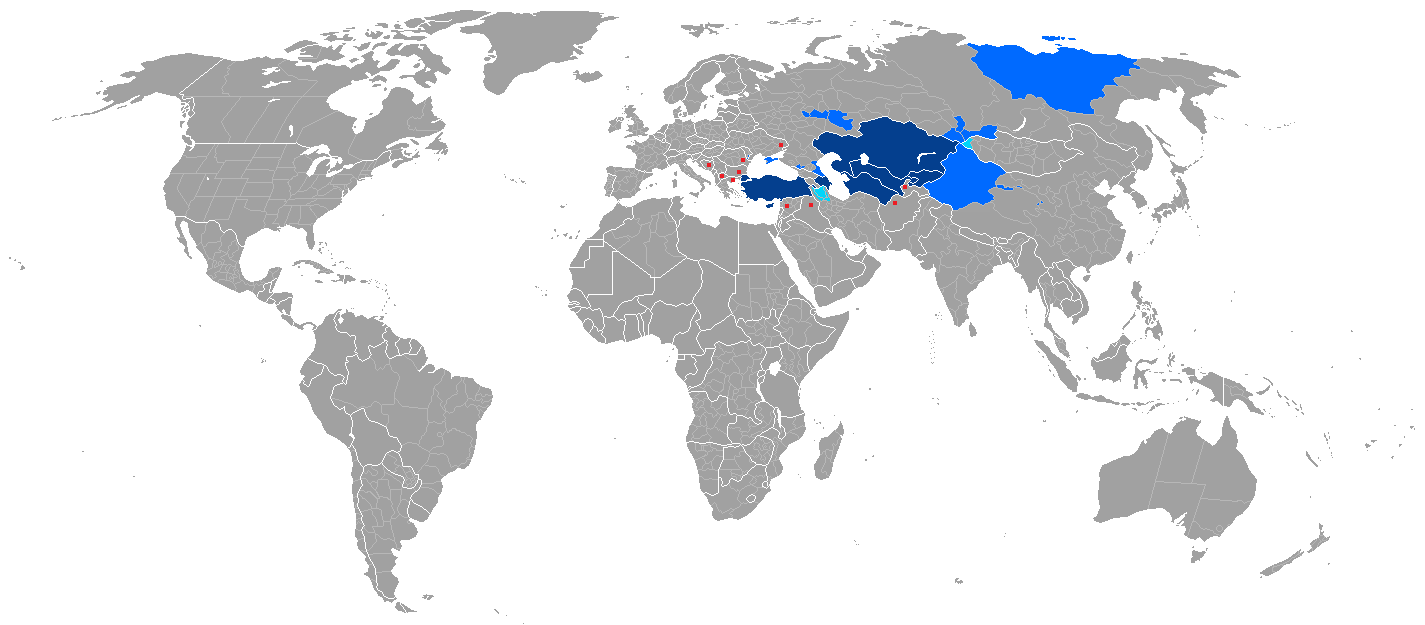
Distribuția țărilor și teritoriilor autonome unde limbile turcice au statut oficial

Panturcismul  este o mișcare naționalistă apărută la sfârșitul secolului al XIX-lea în rândul intelectualilor de origine etnică turcică din Imperiul Rus care avea ca scop unificarea politică și culturală a popoarelor turcice.

## Denumire
În literatura de specialitate, termenul de „panturcism” este folosit pentru descrierea ideii unității politice, culturale și etnice al popoarelor vorbitoare de limbi turcice. Termenul „panturcism” s-a format prin adăugarea prefixului „pan”, din πᾶν = toți, la „turcism”
Deși popoarele turcice au rădăcini istorice, culturele și lingvistice comune, apariția mișcării panturcice este un fenomen relativ recent, apărut la sfârșitul secoluli al XIX-lea și poate fi comparat cu mișcările europene semănătoare: panslavismul și pangermanismul. Ideologii panturcismului pun accentul nu atât pe identitatea etnică, și pe cea lingvistică și culturală. Această diferențiere este  necesară pentru ca să se evite confuzia cu „turcesc’’, care face referire în primul rând la cetățenii care locuiesc în Turcia. Panturcismul promoveasză ideea unificării popoarelor cu aceeași rădăcini lingvistice și a devenit foarte activă în special după prăbușirea Uniunii Sovietice și apariia noilor state independente în Asia Centrală.

## Istoric

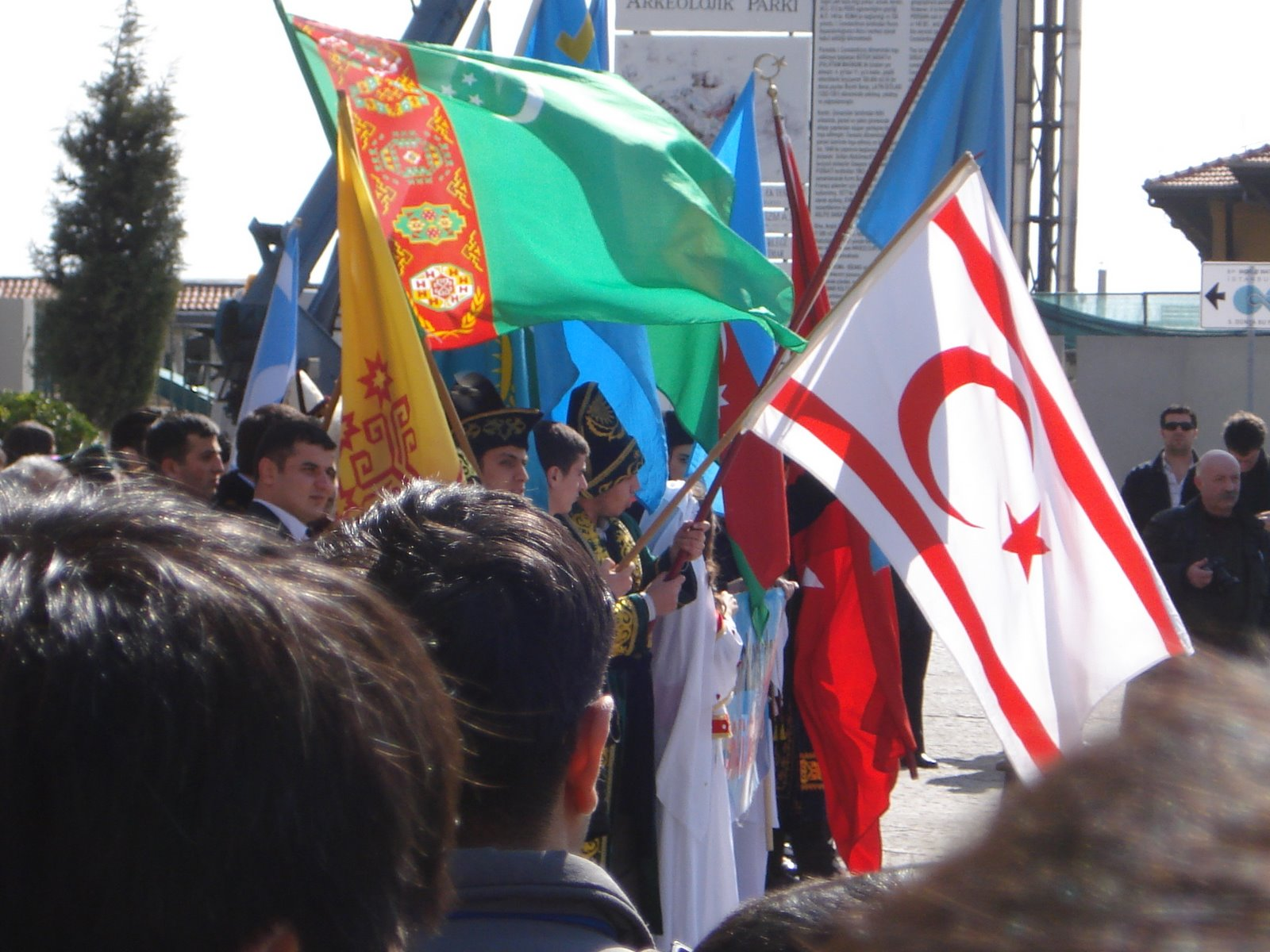
Demonstrație a susținătorilor mișcării panturcice în Istanbul, martie 2009

În 1804, teologul tătar Kursavi  a scris o lucrare prin care cerea modernizarea islamului. Kursavi a fost fondatorul curentului religios jadidism (din limba arabă 'jadid', 'nou'). Ideea centrală a noului curent era încurajarea gândirii critice, ca opus la credința oarbă. Kursavi promova creșterea nivelului de educație a musulmanilor, egalitatea între sexe, toleranța față de alte credințe, unitatea culturală a popoarelor turcice și deschiderea fața de moștenirea culturală europeană. Mișcarea jadid a fost creată în mod oficial în 1843 în Kazan. Mișcarea milita pentru modernizarea semi-seculară a învățământului și, pentru prima oară în istorie, aducea în discuția identității naționale și religioase printre etnici turcici. Până în acel moment, aceștia din urmă erau doar supuși musulmani ai Imperiului Rus, iar rușii au continuat să îi considere astfel până la dispariția statului țarist 
Ca urmare a intensificării colonizărilor rusești în regiunea Volgăi la sfârșitul secollui al XIX-lea, mișcarea socială jadidistă s-a îmbogățit cu ideile luptei de eliberare națională. Înăsprirea vieții politice din Rusia după 1907 a provocat emigrarea a unui număr mare de susținători ai unității turcice în Imperiul Otoman.
În 1908, Comitetul Unității și Progresului a devenit partidul de guvernământ în Imperiul Otoman, impunându-și abordarea naționalistă asupra politicii imperiului. Începând cu secolul al XVI-lea, imperiul a avut un caracter musulman, iar sultanul a fost calif pentru teritoriile musulmane aflate sub controlul său.
Liderii iluminismului panturcic au plecat în exil în Turcia, în Istanbul apărând o puternică mișcare panturcică. Începând cu acele timpuri, mișcarea panturcică din Turcia s-a transformat treptat, orientându-se spre înlocuirea califatului printr-un stat atotcuprinzător al etnicilor turcici musulmani. 
În plin proces de  prăbușire a Imperiului Otoman cu populația sa multietnică și multiculturală, sub influența crescută a naționalismului Junilor Turci, au apărut promotori ai ideii înlocuirii imperiului cu federație turcică. Dispariția imperiului, noul lider al turcilor, Mustafa Kemal (Atatürk) a încercat să înlocuiască panturcismul cu naționalismul anatolian, care urmărea păstrarea unui nucleu turc în regiune, fără pretenții imperiale și cu unele tendințe izolaționiste. Mustafa Kemal Atatürk a luptat împotriva grupurilor panturcice și le-a închis toate publicațiile.
Unul dintre cei mai importanți exponenți ai panturcismului timpuriu a fost Enver Pașa, ministrul de război otoman și cel care a fost comandantul de facto al armatei otomane în timpul Primului Război Mondial. După înfrângerea Imperiului Otoman în război, el a devenit liderul mișcării de eliberare națională a basmacilor  împotriva dominației Rusiei Sovietice în Asia Centrală.
Ultimul episod din istoria panturcismului s-a desfășurat în timpul celei de-a doua conflagrații mondiale, când nazitii  au încercat să determine populația sovietică musulmană să lupte sub steagul panturcic împotriva URSS. Încercările germanilor s-au soldat cu un eșec în acest caz.
În timp ce de-a lungul celei mai mari părți a secolului al XX-lea panturcismul nu a mai avut un impact politic deosebit, după prăbușirea Uniunii Sovietice în ultimii ani ai secolului trecut, cele mai multe popoare turcice au reușit să-și câștige independență și membrii lor și-a extins în mod considerabil ambițiile politice și economice. 
În zilele noastre, noile mișcări și organizații panturcice își concentrează eforturile pe integrarea economică a celor șapte state independente turcice și pe o posibilă integrare politică asemănătoare cu cea a Uniunii Europene.

## Rolul Turciei
Turcia a devenit un important partener de afaceri pentru multe state din Asia Centrală. Turcia sprijină aceste state și în domeniul învățământului superior, în cel al educației în general și în dezvoltarea economică. Cu toate acestea, aceste eforturi nu s-au ridicat la nivelul așteptărilor statelor turcice, iar sentimentele panturcice nu s-au ridicat la un nivel superior în Turcia. De exemplu:
- Proiectele pentru construirea de locuințe pentru tătării din Crimeea nu ai fost finalizate până în momentul de față.
- Deși Turkmenistanul, Uzbekistanul și Azerbaidjanul au adoptat alfabetul latin, alfabetele lor nu sunt compatibile cu cel turc, cel puțin în proporția sperată de Ankara. Kazahstanul a renunțat în 2007 la proiectele pentru introducerea alfabetului latin și a păstrat scrierea cu chirilice[10] . Kîrgîzstanul nici măcar nu a pus vreo clipă problema adoptării alfabetului latin deși, imediat după cucerirea independenței, au existat voci care cereau renunțarea la alfaberul chirilic. În cazul țărilor turcice, o altă problemă în devoltarea culturală o reprezintă lipsă sau insuficiența materialelor didactice și tipăriturilor.

## Critici
Panturcismul a fost și continuă să fie privit cu suspiciune de către mulți, care îl consideră doar o formă a ambiției imperialiste a Turciei. Există și păreri conform cărora panturcismul este o mișcare șovină și rasistă, cu referire directă la reprezentanții de frunte ai mișcării, Junii Turci , acuzați de genocid împotriva grecilor, armenilor și asirienilor.

### Acuzațiile de genocid

#### Genocidul Armean
Există critici care consideră că panturcismul este cauza directă a Genocidului Armean din 1915, în care a fost implicat Enver Pașa, prin care s-a încercat îndepărtarea minorităților neturce și nemusulmane din Imperiul Otoman, pentru crearea unui stat panturcic pur din punct de vedere etnic

#### Genocidul Grec
Genocidul Grec este un termen utilizat în unele cercuri academice cu privire la soarta populației elene din Imperiulu Otoman în timpul și după încheierea Primului Război Mondial (1914–1923). La fel ca în cazul armenilor și asirienilor, grecii au fost ținta diferitelor tipuri de atacuri din partea Junilor Turci și autorităților kemaliste. George W. Rendel, diplomat al British Foreign Office, a lăsat mărturii cu privire la masacrele și deportările grecilor în perioada de după semnarea armistițiului de la Mudros. Se estimează sute de mii de greci otomani au murit în această perioadă din cauza persecuțiilor

#### Genocidul Asirian
Genocidul Asirian este termenul utilizat de cercurile academice cu privire la soarta poporului asirian din Imperiul Otoman în timpul Primului Război Mondial. În paralel cu atacurile împotriva grecilor și armenilor, au avut loc și represiuni împotriva asirienilor întreprinse de regimul Junilor Turci. În 1922, într-un memorandum al Consiliului Național Asiro-Caldeean, se estima că cel puțin 275.000 de asirieni (aproximativ 75% din populația de la acea vreme) fuseseră uciși la ordinul oficialilor otomani.

#### Masacrele împotriva aleviților
În 1937–1938, aproximativ 65.000–70.000 kurzi aleviți au fost uciși și mii au fost obligați să fugă din țară în timpul unor acțiuni represive ale autorităților turce. Una dintre componentele principale ale procesului de turcificare promovat de autorități a fost politica de recolonizare internă. Legea cu privire la relocarea populației din 1934, care a vizat pentru început regiunea Dersim, a avut consecințe dezastruoase pentru populația locală. Etnocidul din Dersim este deseori confundat cu Rebeliunea din Dersim, care a avut loc în timpul acestor evenimente. În zilele noastre, cultura distinctă a regiunii Dersim a fost în cea mai mare parte distrusă și supraviețuiește numai în rândul locuitorilor originari din regiune care s-au refugiat în străinătate.

#### Kurzii
Shaller și Zimmerer afirmă în „Journal of Genocide Research” că liderii Junilor Turci au plănuit să elimine minoritatea kurdă deportându-i de pe pământurile strămoșești și relocându-i în regiuni îndepărtate, în grupuri mici. Kurzii au fost supuși deportărilor, deplasărilor în condiții inumane și turcificării forțate. Junii Turci se fac vinovați de deportarea a aproximativ 700.000 de kurzi, din care cam jumătate au pierit în timpul procesului. Kurzii au fost forțați să parcurgă distanțe mari în adevărate „marșuri ale morții”, asemănătoare cu cele ale armenilor în ceea ce a fost apreciat ca o încercare de eliminare a identității etnice kurde. Aceste încercări s-au înscris în cadrul politicii de turcificare pe care autoritățile au încercat să le impună minorităților etnice chiar până la sfârșitul secolului al XX-lea. Într-o încercare de minimalizare a măsurilor represive, guvernul turc i-a categorisit pe kurzi drept „turci montani” până în 1991.

### Germania Nazistă și panturcismul
În deceniul al cincilea al secolului al XX-lea, panturcismul a fost influențat de propaganda nazistă. Filozoful și scriitorul Nihal Atsız, un sprijinitor fervent al panturcismului și turanismului, a fost și un apărător al doctrinelor naziste, până acolo încât a adoptat tunsoarea și tăietura mustății lui Adolf Hitler. Alparslan Türkeș, un alt susținător important al panturcismului, a avut o poziție pronazistă publică în timpul războiului și a stabilit relații strânse cu liderii naziști germani. Unele dintre grupurile panturcice din Europa au întreținut relații apropiate cu Germania Nazistă încă de la începutul războiului, dacă nu chiar mai devreme. Turco-tătarii din România au cooperat Garda de Fier, o organizație de inspirație nazistă. Arhivele guvernului turc din perioada celei de-a doua conflagrații mondiale nu au fost încă desecretizate, gradul de cooperare dintre Ankara și Berlin poate fi apreciat destul de precis cu ajutorul documentelor din arhivele germane. Încă de la primele zile ale războiului, guvernul Turciei a proclamat neutralitatea strictă a țării, dar a colaborat la nivel semioficial cu naziștii. Încă din 1941 au existat contacte discrete între autoritățile germane și cele turce. Simpatia turcilor față de cauza germană s-a concretizat prin semnarea la Ankara pe 18 ianuarie a unui „Tratat de prietenie”. În a doua jumătate a anului 1941 și la începutul anului următor a avut loc o serie de întâlniri oficiale și semioficiale între ambasadorul german în Turcia, Franz von Papen, și alți câțiva oficiali germani cu responsabili politici turci, printre ei aflându-se generalul turc de origine tătară H.E. Erkilet, un susținător al cauzei panturcice. Printre cei care au avut convorbiri cu reprezentanții naziști în Turcia s-au mai numărat generalul Ali Fuad Erdem și Nuri Killigil (Nuri Pașa), fratele lui Enver Pașa.
Dacă generalul Erkilet a fost interesat strict de problemele militare, Nuri Pașa le-a oferit germanilor planurile sale pentru crearea unor state independente, care să devină aliați, nu state satelit ale Turciei. Aceste state ar fi urmat să fie formate în teritoriile locuite de popoarele turcice din Crimeea, Azerbaidjan, Asia Centrală, nord-vestul Iranului și nordul Irakului. Nuri Pașa s-a oferit să ajute cu activități de propagandă crearea statelor independente turcice. Pe de altă parte, oficialii turci se declarau îngrijorați de soarta minorităților turcice din URSS și i-au comunicat lui von Papen că Turcia nu se poate alătura forțelor germane până când sovieticii nu erau zdrobiți. Toate aceste considerații au împiedicat guvernul turc să implice țara într-o alianța cu Germania Nazistă. La nivel neoficial, emigranții unor grupuri turcice originari din Uniunea Sovietică au jucat un rol important în negocierile și contactele dintre Turcia și Germania. Printre aceștia se aflau activiștii panturcici precum Zeki Velidi Togan, Mammad Emin Rasulzade, Mirza Bala, Ahmet CafarOglu, Sayid Shamil sau Ayaz Ishaki. Au existat tătari care au organizat unități militare în regiunea Caucazului, unități formate în mare parte din prizonieri de război și care s-au implicat în special în acțiunile de gherilă. Aceste unități au avut efective de câteva sute de mii de soldați de origine turcică. Este evident că, dacă guvernul turc a adoptat o atitudine foarte prudentă în timpul războiului, grupurile panturcice erau gata de acțiune și au fost exasperate de lipsa de implicare a guvernului de la Ankara, care ar fi irosit o mare șansă pentru realizarea obiectivelor panturcice.

### Istoriografie
Istoriografia de inspirație panturcică și naționalistă a fost utilizată ca instrument pentru minimalizarea rolului armenilor și kurzilor în Turcia și Imperiul Otoman. În același timp, istoriografia panturcică a fost folosită ca paravan pentru pretențiile revizioniste ridicate împotriva vecinilor.

#### Istoriografia panturcică
Scriitorii naționaliști panturcici au pretins de-a lungul timpului că diferite grupuri etnice precum parții, sciții, sumerienii, indienii, akkadienii, elemiții,   hitiții, mitannii sau hurienii sunt de origine turcică  Lynn Meskell sublinia că s-a ajuns până acolo încât susținătorii panturcismului să afirme că sumerienii sau hitiții sunt popoare turcice, dar chiar și mai mult, până și marile civilizații antice precum cele din chineză, indiană, egipteană sau etruscă sunt de origine turcică.

#### Abordarea problemei armenești
Clive Foss, profesor la „Ancient History at the University of Massachusetts”, Boston, expert în emisiunile de monede armenești antice, a întreprins o cercetare arheologică cuprinzătoare în Turcia.  În articolul său „The Turkish View of Armenian History: A Vanishing Nation” el a remarcat că guvernul turc a schimbat în mod sistematic numele satelor, pentru ca să sune mai turcește. Orice denumire care nu avea putea fi tradus în turcă sau nu avea o sonoritate turcească, indiferent de origini, este schimbată prin hotărârea unui birou din Ankara, fără să se ia în considerație condițiile sau tradițiile locale. De asemenea, el a remarcat că guvernul turc are o atitudine ambiguă față de istoria localităților, evitând să identifice constructorii originari ai clădirilor, multe dintre acestea fiind considerate exemple ale influenței arhitecturii turcești. Pentru autor este evident că turcii încearcă să îngroape în uitare urmele prezenei armenilor în regiune.
Foss critică conținutul a unei serii de publicații naționaliste, printe acestea aflându-se cartea lui Cemal Anadol, 1982: the Armenian file in the light of history. Autorul pretinde că iranieniii, sciții și parții sunt popoare turcice. În același timp, Cemal Anadol pretinde că armenii au o limbă fără origini, care este doar o sumă de cuvinte din mai multe limbi, iar alfabetul lor a împrumutat cel puțin 11 caractere din vechiul alfabet turc. Clive Foss apreciază că asemenea atitudini pot fi etichetate fără greșeală ca „revizionism istoric”. El mai scrie că autorii turci au folosit istoria pentru a le servi  interesele, pentru sprijinirea unui anumit punct de vedere, tratând-o nu rigoare științifică, ci ca pe ceva flexibil, care poate fi manipulat după dorință.
Foss trage concluzia că turcii susțin că armenii au fost un trib rătăcitor, fără o patrie, care nu au avut niciodată un stat, ceea ce este total lipsit de realism. Consecința logică a aprecierilor eronate ale turcilor este că armenii nu ar avea ce căuta în Turcia și că ar fi fost străini tot timpul de această regiune. Ca urmare, turcii educații în timpurile Republicii au ajuns să creadă că turcii au avut întâietate în toate momentele istoriei și să îi ignore pe armeni, care au fost condamnați la uitare.

## Noua ideologie panturcică
Ziya Gökalp a redefinit panturcismul drept un concept cultural, academic 
 și politic,
 care apără unitatea și libertatea popoarelor turcice.

## Viziunea Imperiului Rus și a Uniunii Sovietice asupra panturcismului
Panturcismul a fost perceput de cercurile imperiale ruse drept o mișcare politică, iredentistă agresivă. Termenul „turcism” a început în timpurile țariste să fie folosit cu prefixul de origene greacă „pan” pentru a rezulta „panturcism”-ul. Popoarele turcice ale Imperiului  Rus au fost considerate favorabile expansiunii turce, iar un intelectual musulman de frunte ca İsmail Gaspıralı a fost etichetat ca „spion al turcilor”. După Revoluția din 1917, atitudinea noilor autorități ruse față de panturcism nu s-a schimbat față de timpurile imperiale. În 1921, în timpul celui de-al X-lea Congres al bolșevicilor ruși a fost formulată doctrina oficială a partidului în care „partidul condamnă panturcismul drept o alunecare către naționalismul burghezo-democratic”. Teama față de dezvoltarea panturcismului a dus la reacția dură a propagandei sovietice, care a transformat „panturcismul” într-una dintre cele mai detestate etichetări politice din URSS. Una dintre cele mai utilizate acuzații în timpul represiunilor din deceniul al patrulea al secolului trecut împotriva intelectualilor tătari și turcici a fost cea de „panturcism”.

## Critici
Rusia, China și Iranul afirmă că panturcismul nu este nimic altceva decât o nouă formă a ambițiilor imperiale turce. Există voci care asociază panturcismul cu rasismul, în mod special atunci când este asociat cu teoriile rasiale și istorice.
Criticii panturcismului cred că acest concept este inaplicabil în practică datorită marilor diferențe dintre limbile și dialectele diferitelor popoare turcice, care ridică deseori probleme de netrecut pentru comunicare între diferitele grupuri etnice. O altă problemă ar reprezenta-o și diferențele religioase. Cei mai mulți turci sunt musulmani sunniți, dar azerii din Azerbaidjan sunt musulmani șiiți.
Criticii panturcismului afirmă că acestă mișcare este vârful de lance al revizionismului istoric care privește istoria turcică particular și istoria mondială în general. Pe de altă parte, partizanii panurcismului consideră că acesta din urmă este în fapt un instrument pentru creșterea securității regionale, a creșterii economice și un bastion al secularismului și democrației împotriva mișcărilor extremiste islamice.

## Personalități
- Yusuf Akçura
- Zeki Velidi Togan
- Enver Pașa
- Nuri Pașa
- Talat Pașa
- Ismail Gaspirali
- Ziya Gökalp
- Ömer Seyfettin
- Mehmet Emin Yurdakul
- Isa Alptekin
- Hüseyin Nihâl Atsız
- Tekin Alp
- Sadri Maksudi Arsal
- Ospan Batyr
- Abulfaz Elchibey
- Nursultan Nazarbayev
- Nejdet Sançar
- Mustafa Shokay
- Pál Teleki
- Alparslan Türkeș

## Citate
- „Dilde, fikirde, iște birlik”  –  „Unitate a limbi, cugetului și acțiunii” , İsmail Gaspıralı, intelectual tătar din Crimeea, membru al Societății Turanice.
- „Bu yürüyüș devam ediyor. Türk orduları ata ruhlarının dolaștığı Altay ve Tanrı Dağları eteklerinde geçit resmi yapıncaya kadar devam edecektir.” - „Acest marș continuă. Va continua până când armatele turcice vor defiila pe pantele munților Altai și Tien-Shan, unde rătăcesc sufletele strămoșilor lor." Hüseyin Nihâl Atsız, un activist panturcic vestit.